# الحقول (فلم)
الحقول هو فيلم إثارة وتشويق أمريكي صدر عام 2011 من إخراج توم ماتيرا وديف مازوني. يُروَّج للفيلم على أنه "رواية شبه سيرة ذاتية" لهاريسون سميث، كاتب الفيلم، حيث يروي الأحداث التي واجهها عندما كان صبيًا في مزرعة أجداده على مشارف إيستون، بنسلفانيا. الفيلم من بطولة كلوريس ليتشمان وتارا ريد. انتهى التصوير في أكتوبر 2009، وعرض الفيلم في المهرجانات في خريف عام 2011.

## الحبكة

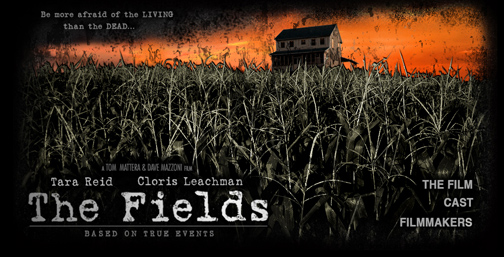
موقع الرسمي لفيلم الحقول

تدور أحداث الفيلم في بنسلفانيا خارج إيستون، في عام 1973، ويحكي قصة صبي صغير (جوشوا أورموند) وعائلته (تارا ريد، وفاوست تشيتشو، وكلوريس ليتشمان، وبيف أبلتون) حيث يتعرضون للإرهاب من شيء غير مرئي في الحقول المحيطة. 
عندما كان ستيفن صبيًا صغيرًا، كان يعيش حياة منزلية صعبة للغاية، حيث كان والداه على خلاف دائم. بعد وقوع حادثة خطيرة محتملة، ترسل والدة ستيفن ابنها للإقامة مع أجداده في مزرعتهم لعدة أسابيع. وبعد وصوله بفترة وجيزة، يبدأ وجود غير مرئي في إرهاب المزرعة، مستخدمًا حقول الذرة الضخمة المحيطة للبقاء مختبئًا.

## الكادر
- تارا ريد بدور بوني
- كلوريس ليتشمان بدور غلاديس
- بيف أبلتون بدور هيني
- جوشوا أورموند بدور ستيفن
- فاوست تشيتشو بدور باري
- برايان ويلسون بدور تشارلي
- مايلز ويليامز بدور جاك
- كارين لودفيغ بدور توتي
- ماكس أنتيسيل بدور دوغلاس
- لويس مورابيتو بدور يوجين
- رينيه ماكارتني بدور سو
- دانييل تروبيرغ بدور فتاة الهيبي

## الإنتاج
أنتج الفيلم فاوست تشيتشو مع السيد بيج برودكشنز، بالتعاون مع مازوا برودكشنز. وشارك تومي لي والاس بصفتة منتج مشارك. استغرق الإنتاج ستة أسابيع، طوال شهري سبتمبر وأكتوبر 2009، وصوّر في موقع بمنطقة جبال بوكوونو في بارتونسفيل، بنسلفانيا وفي كونكلتاون، بنسلفانيا. صوّرت بعض المشاهد في متنزه بوشكيل في إيستون، بنسلفانيا وهو أحد أقدم المتنزهات الترفيهية في الولاية، حيث افتتح في عام 1902.

## الإصدار
كان من المتوقع إصدار الفيلم في أواخر عام 2011، وإلا أنه تأخر حتى 24 أبريل 2012 في الولايات المتحدة، أصدرته شركة بريكينغ غلاس على أقراص DVD وBlu-ray.

## روابط خارجية
- الموقع الرسمي
- Official USA distributor, Breaking Glass Pictures
- The Fields  في قاعدة بيانات الأفلام على الإنترنت (بالإنجليزية)
- الحقول (فلم) في روتن توميتوز.